# Jussac
Jussac település Franciaországban, Cantal megyében. Lakosainak száma 2040 fő (2022. január 1.). Jussac Ayrens, Crandelles, Freix-Anglards, Marmanhac, Reilhac, Saint-Cernin, Saint-Simon és Teissières-de-Cornet községekkel határos.

## Népesség
A település népességének változása:
| Lakosok száma | 1204 | 1825 | 1865 | 1805 | 1976 | 2015 | 2019 | 2022 | 2027 | 2040 |
|               | 1968 | 1982 | 1990 | 2006 | 2013 | 2015 | 2017 | 2019 | 2020 | 2022 |